# Triscsuk Krisztina
Triscsuk Krisztina (Bokszitogorszk, 1985. július 17. –) (születési nevén: Кристина Александровна Трищук) Európa-bajnoki bronzérmes orosz születésű magyar válogatott kézilabdázó, irányító-átlövő.

## Pályafutása
2004-ig szülőhazájában játszott, az orosz HK Lucs csapatában. Ekkor Magyarországra igazolt, a Veszprém Barabás KC csapatához. Egy év elteltével a Fehérvárhoz igazolt, ahol nyolc évig játszott. 2013-ban csatlakozott az Érd csapatához. 2014-től 2 évig a DKKA játékosa. A 2016–2017-es szezonban a Siófok csapatát erősítette. A 2017–2018-as szezonban a Kisvárda csapatának tagja.
2018-ban a németországi Thüringer HC játékosa lett. 2018 novemberében egy Bajnokok Ligája mérkőzésen bokaszalag-szakadást szenvedett, így a szezon további részét kihagyta. 2019-ben visszatért Magyarországra, a Dunaújvároshoz. Szintén 1 év elteltével bejelentette, hogy visszatér a Fehérvár csapatához.
21 éves korában, 2006-ban mutatkozott be az orosz válogatottban. Már rögtön, 2006-ban Európa-bajnoki 2. helyezett lett. 1 év elteltével világbajnok lett az orosz csapattal. 2008-ban Európa-bajnoki bronzérmes lett. Majd 2009-ben is világbajnok lett. 2010-ben 7. helyezett lett Oroszországgal., míg 2012-ben 3. helyezett lett az Európa-bajnokságban a magyar csapattal. 2011-ben pedig 6. helyezett lett a világbajnokságon Oroszországgal. 2012-ben magyar állampolgársági esküt tett. 2012-től lett a magyar válogatott tagja.
2022 februárjában bejelentette, hogy a szezon végén befejezi a pályafutását.
Férje a szintén kézilabdázó Jevgenyij Lusnyikov volt. Kovács Gergellyel való kapcsolatából ikerfiai 2023-ban születtek: Kovács-Triscsuk Bende és Gergely.

## Sikerei, díjai

### Klubcsapatokban
- Magyar Kupa:
  - Ezüstérmes: 2006
  - Bronzérmes: 2011
- EHF-kupa
  - Győztes: 2016

### Válogatottban
- Európa-bajnokság:
  - Ezüstérmes: 2006,  Svédország
  - Bronzérmes: 2008,  Macedónia
  - 3. helyezett: 2012,  Szerbia
  - 7. helyezett: 2010,  Norvégia és  Dánia
- Világbajnokság:
  - Aranyérmes: 2007,  Franciaország
  - Aranyérmes: 2009,  Kína